# Topsy
Topsy (circa 1875 - 4 januari 1903) was een tamme olifant bij het Adam Forepaugh Circus op Coney Island in Brooklyn, NY.
Topsy werd aan het begin van de 20e eeuw ter dood veroordeeld omdat ze drie mensen had omgebracht, waaronder een trainer die haar een brandende sigaret probeerde te voeren. De olifant werd daarom als een gevaar voor mensen gezien.
In eerste instantie werd erover gesproken om de olifant op te hangen, maar daar werd van afgezien na protesten van de American Society for the Prevention of Cruelty to Animals.
Thomas Edison stelde voor, als onderdeel van de Oorlog van de stromen,  elektrocutie uit te voeren, wat sinds 1890 tot dat moment alleen gebruikt werd om de doodstraf tegen mensen uit te voeren. Edison heeft gedurende die jaren een groot aandeel gehad in de promotie van elektrocutie en had eerder ook Harold P. Brown in dienst genomen, de uitvinder van de elektrische stoel. Edison, tevens filmproducent, zette de uitvoering van de doodstraf daarbij op film. Later zou hij deze uitbrengen onder de titel Electrocuting an Elephant (Het elektrocuteren van een olifant).
Om de executie succesvol te laten verlopen, werden Topsy wortels gevoerd waaraan 460 gram kaliumcyanide was toegevoegd. Hierna werd de dodelijke stroomstoot van 6600 volt toegebracht. Topsy was binnen enkele seconden dood. Het gebeuren werd aanschouwd door 1500 mensen publiek en Edisons film werd door het hele land vertoond.
Iets meer dan een eeuw later, op 20 juli 2003, werd er een herdenking opgezet voor Topsy in het Coney Island Museum.
Voorbeelden van andere olifanten die gedood zijn nadat ze wild werden zijn:
- Chunee, doodgeschoten in 1826 in Londen
- Mary, opgehangen in 1916 in Kingsport, Tennessee
- Tyke, doodgeschoten in 1994 in Hawaï